# تشونغ كيه
تشونغ كيه هو لاعب كرة قدم صيني، ولد في 10 أغسطس 1995 في غوانزو في الصين.